# Hawker Hart
Hawker Hart (Hart: hươu đực) là một loại máy bay ném bom hạng nhẹ hai tầng cánh, hai chỗ của Không quân Hoàng gia (RAF), nó có một vai trò nổi bật ở RAF trong giai đoạn giữa hai cuộc chiến tranh thế giới. Hart được thiết kế trong thập niên 1920 bởi Sydney Camm và do Hawker Aircraft chế tạo. Nó có vài biến thể, trong đó có cả biến thể cho hải quân.

## Biến thể

### Hart

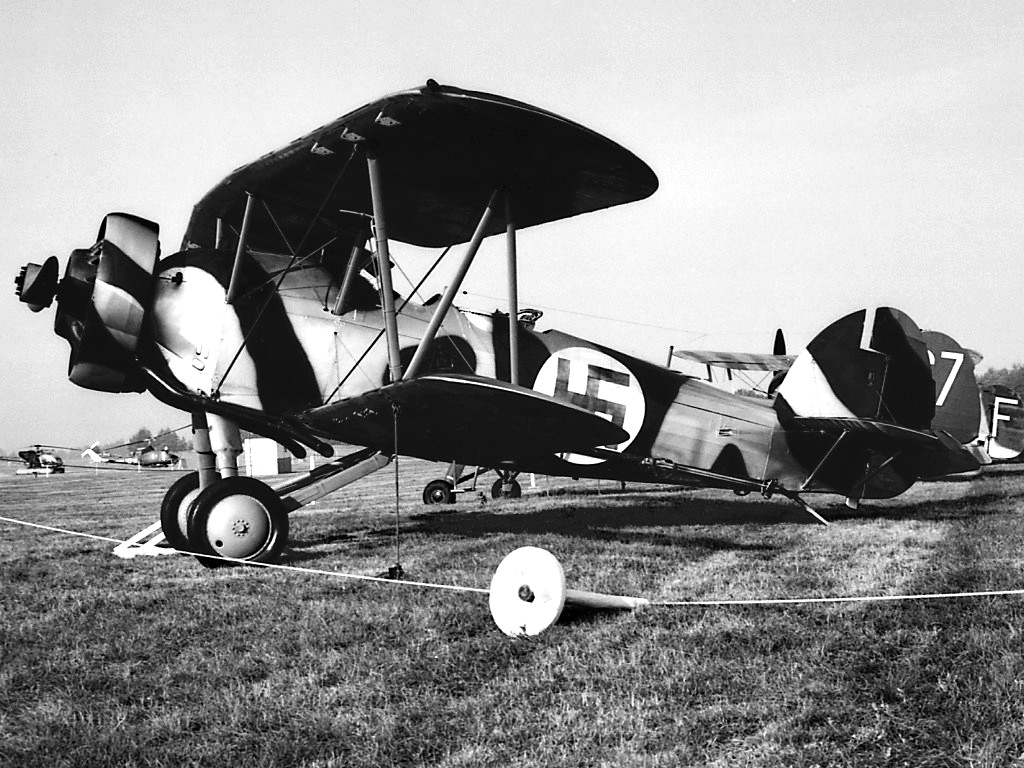
Một chiếc Hart thuộc không quân Thụy Điển, trang bị động cơ Bristol Pegasus, được sơn màu của Không quân Phần Lan (1976)

Hart I
Máy bay ném bom hạng nhẹ hai chỗ cho RAF. Lắp động cơ 525 hp Kestrel IB.
Hart SEDB
Máy bay ném bom hạng nhẹ hai chỗ RAF, lắp một động cơ 525 hp Rolls-Royce Kestrel IB, hoặc 510 hp Kestrel X (DR).
Hart (Ấn Độ)
Phiên bản nhiệt đới hóa cho RAF, hoạt động ở Ấn Độ.
Hart (C)
Máy bay liên lạc không vũ trang hai chỗ cho RAF; 8 chiếc.
Hart Trainer (Thời gian chuyển tiếp)
Phiên bản ném bom hạng nhẹ hoán đổi thành máy bay huấn luyện. 2 chiếc.
Hart Trainer
Máy bay huấn luyện 2 chỗ có hệ thống điều khiển kép.
Hart Fighter
Phiên bản tiêm kích 2 chỗ cho RAF, trang bị cho Phi đoàn 23 RAF, lắp động cơ Kestrel IIS. Sau này định danh lại là Demon; 6 chiếc.
Hart (Đặc biệt)
Phiên bản nhiệt đới hóa cho RAF, hoạt động ở Trung Đông.
Hart (Thử nghiệm tĩnh)
Vài chiếc Hart được dùng để thử nghiệm động cơ, gồm G-AMBR và G-ABTN được dùng để thử nghiệm các biến thể của động cơ Kestrel. K2434 được Napier dùng để thử nghiệm động cơ Napier Dagger I, II và III. K3036 được Rolls-Royce dùng để thử nghiệm động cơ Merlin C và E.
Estonian Hart
Phiên bản xuất khẩu cho Estonia; 8 chiếc.
Swedish Hart
Máy bay ném bom hạng nẹh cho Không quân Thụy Điển.

### Audax

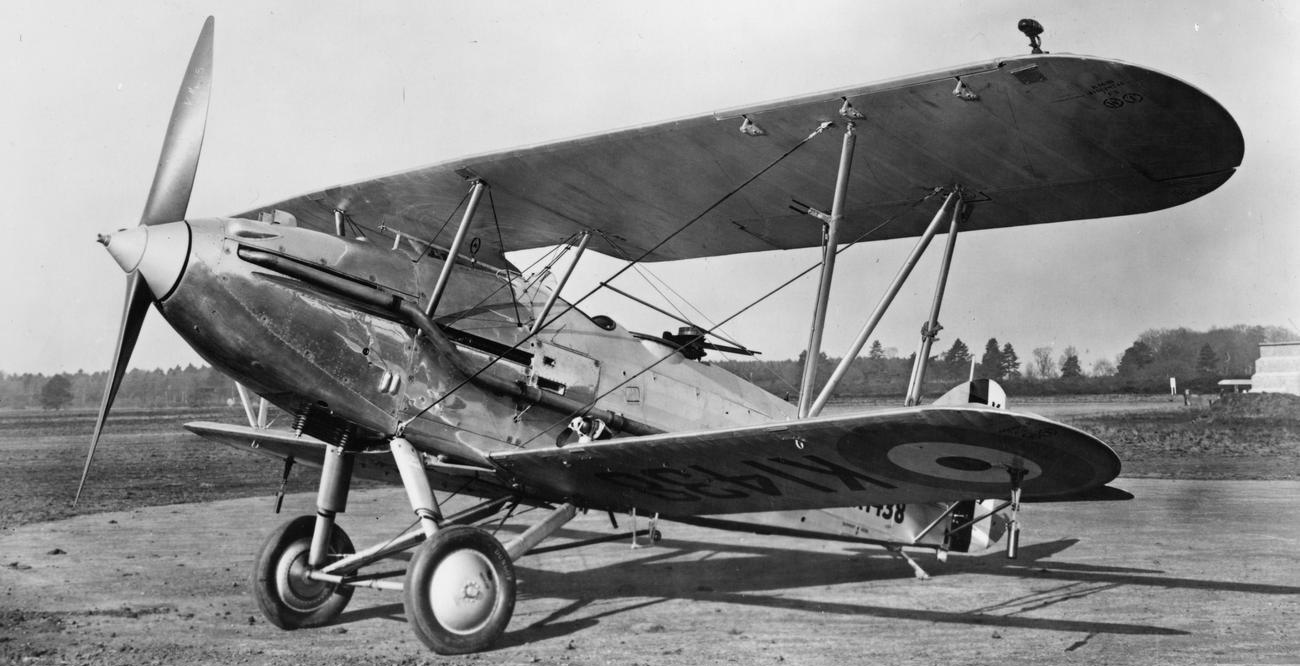
Mẫu thử Audax

Hawker Audax là một biến thể của Hart, thiết kế cho lục quân. Audax bay lần đầu cuối năm 1931, trên 700 chiếc Audax đã được sản xuất (bao gồm cả xuất khẩu). Audax rất giống với Hart, dù có một số sửa đổi. Audax trang bị 1 khẩu súng máy hạng nhẹ Lewis.303 in (7,7 mm) và 1 khẩu Vickers.303 in (7,7 mm). Nó trang bị phiên bản động cơ Kestrel và có tốc độ tối đa 170 mph (274 km/h). Một số biến thể của Audax được sản xuất, bao gồm cả Audax India, một phiên bản nhiệt đới hóa của Audax để hoạt động ở Ấn Độ; Audax Singapore dùng cho Singapore.
Audax còn phục vụ trong không quân một số nước khác gồm Không quân Hoàng gia Canada, Không quân Hoàng gia Ấn Độ, Không quân Nam Phi, Không quân Hoàng gia Ai Cập, Không quân Hoàng gia Iraq, Không quân Đế quốc Iran, Không quân Nam Rhodesia. Audax tham gia hạn chế trong Chiến tranh thế giới II, nó hoạt động ở châu Phi, tại vùng biên giới Kenya-Abyssinia, vùng này sau đó bị Italy chiếm đóng. Audax cũng tham chiến ở Iraq, thuộc Habbaniya, ở Baghdad, tới năm 1945 thì nó bị thải loại. Một mẫu máy bay xuất phát từ Audax có tên gọi Hawker Hartebees, đây là loại máy bay ném bom hạng nhẹ, chế tạo cho Không quân Nam Phi với vài sửa đổi được làm từ Audax. 65 chiếc được chế tạo, phần lớn ở Nam Phi. Nó tham chiến ở Đông Phi, trong các cuộc đụng độ chống lại Italy.
A.V.Roe and Co. chế tạo 287 chiếc Audax, đây là một phần của kế hoạch mở rộng RAF giai đoạn 1935-1937. Giai đoạn 1937-1938, Avro đã chế tạo 24 chiếc Audax hiện đại hóa cho chính phủ Ai Cập, lắp động cơ 750 hp (560 kW) Armstrong Siddeley Panther VIA. Nó được định danh là Avro Type 674.
Audax I
Máy bay 2 chỗ, lắp động cơ 530 hp (395 kW) Rolls-Royce Kestrel IB, hoặc 580 hp Kestrel X.
Audax (Ấn Độ)
Phiên bản nhiệt đới hóa cho RAF, sử dụng ở Ấn Độ.
Audax (Singapore)
Phiên bản nhiệt đới hóa cho RAF, lắp 1 động cơ Rolls-Royce Kestrel V, sử dụng ở Singapore và Malaya thuộc Anh.
Canadian Audax
Phiên bản sửa đổi của Audax I cho RCAF; 1 chiếc cho Canada.
Egyptian Audax
6 chiếc trang bị động cơ 750 hp Armstrong Siddeley Panther, cộng 18 chiếc lắp động cơ Panther X; 34 chiếc cho Ai Cập.
Iraqi Audax
24 chiếc lắp động cơ Bristol Pegasus IIM2, cộng 10 chiếc lắp động cơ Pegasus VIP8; 34 chiếc cho Iraq.
Persian Audax
30 chiếc lắp động cơ Pratt & Whitney Hornet S2B, cộng 26 chiếc lắp động cơ Bristol Pegasus IIM hoặc IIM2; 56 chiếc cho Persia.
Hartbees
4 chiếc xuất khẩu cho Nam Phi.
Hartebees I
Máy bay đa dụng 2 chỗ cho Không quân Nam Phi, lắp động cơ 608 hp (453 kW) Rolls-Royce Kestrel VFP; 65 chiếc do Nam Phi chế tạo theo giấy phép.

### Demon

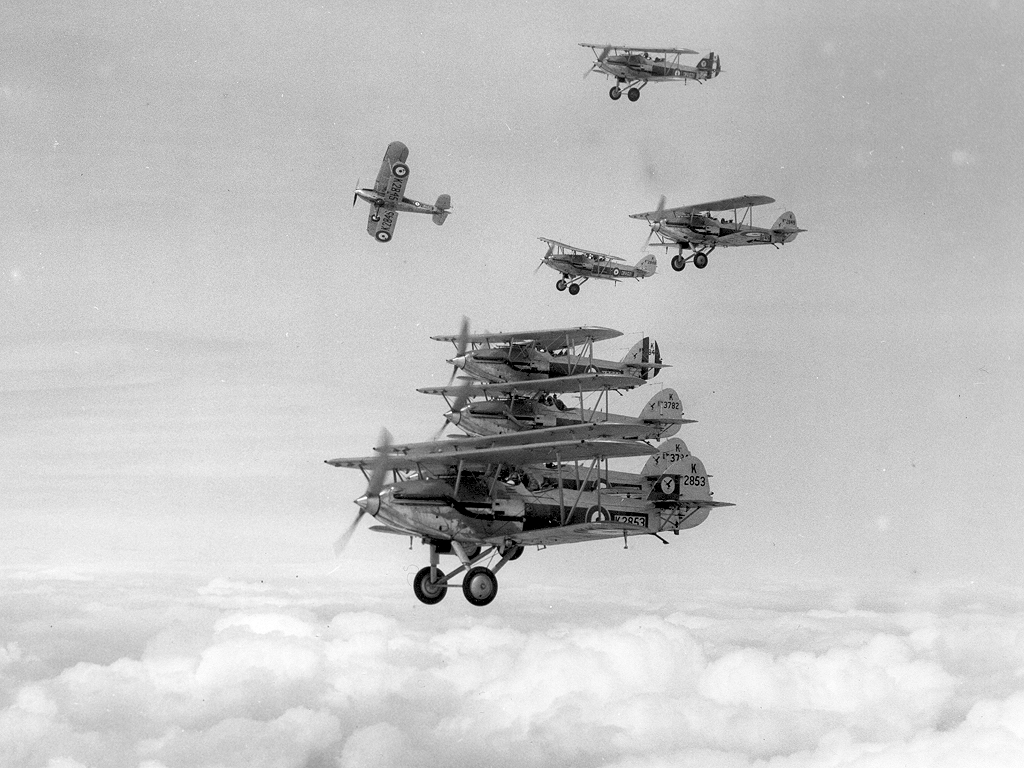
Hawker Demons thuộc Phi đoàn 23 RAF

Hawker Demon là biến thể tiêm kích của máy bay ném bom hạng nhẹ Hart. Nó được phát triển khi Hart đã được đưa vào trang bị, các máy bay tiêm kích của RAF hầu như không thể đánh chặn nó, điều này đã được chứng minh trong các cuộc diễn tập phòng không. Trong các cuộc diễn tập này Demon được yêu cầu hạn chế tốc độ và độ cao để tạo điều kiện cho những chiếc Siskin và Bulldog của RAF có cơ hội bám đuổi. Trong khi Hawker Fury có hiệu năng tốt hơn, nhưng đắt tiền hơn và chỉ có số lượng nhỏ, thì phiên bản tiêm kích của Hart đã được đề nghị, Bộ không quân chọn nó làm máy bay tiêm kích trong thời gian chuyển tiếp cho đến khi máy bay tiêm kích chuyên nhiệm hiệu năng cao có thể được trang bị số lượng lớn. Biến thể tiêm kích mới lắp thêm khẩu Vickers thứ hai, trang bị động cơ Kestrel IS tăng áp. Một lô ban đầu gồm 6 chiếc còn được gọi là Hart Fighter, được đánh giá ở phi đội thuộc Phi đoàn 23 trong năm 1931 đã thành công, tiếp sau đó là các đơn đặt hàng số lượng lớn cho phiên bản tiêm kích Hart, còn được gọi là Hawker Demon.
Trên 200 chiếc Hawker Demon đã được chế tạo cho RAF. Demon được trang bị vài kiểu của động cơ Kestrel. Nó lắp 1 khẩu Lewis.303 in (7.7 mm) ở phía sau và 2 khẩu Vickers.303 in (7.7 mm) ở mũi. Demon cũng được bán cho Không quân Hoàng gia Australia. Nó chỉ tham chiến thời gian ngắn trong Chiến tranh Thế giới II.
Demon được sản xuất bởi Hawker và Boulton Paul Aircraft, Norwich.
Hart Two-Seat Fighter
Phiên bản tiêm kích 2 chỗ của Hart cho RAF. Sau định danh là Hart Fighter.
Demon I
Phiên bản tiêm kích 2 chỗ RAF.
Australian Demon I
Phiên bản tiêm kích 2 chỗ RAAF, giống phiên bản của RAF nhưng lắp động cơ 600 hp (447 kW) Rolls Royce Kestrel V; 54 chiếc.
Australian Demon II
Phiên bản huấn luyện 2 chỗ cho RAAF, đây Demon tiêu chuẩn lắp hệ thống điều khiển kép, 10 chiếc.
Turret Demon
Phiên bản tiêm kích 2 chỗ, lắp tháp súng Frazer-Nash ở phía sau buồng lái.

### Hardy

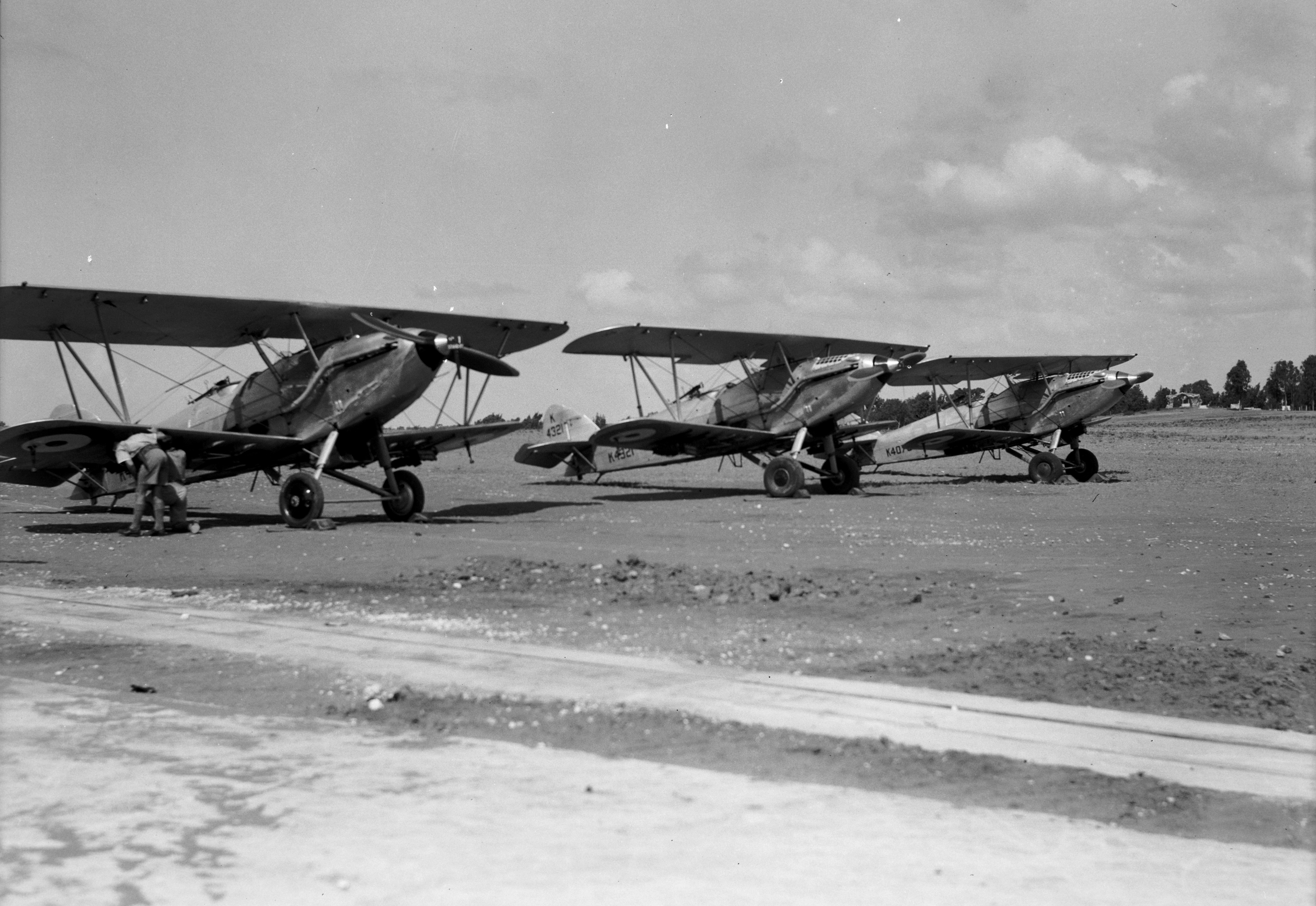
Hawker Hardy tại sân bay RAF Ramleh thập niên 1930

Hawker Hardy là một biến thể đa dụng của Hawker Hart đã được nhiệt đới hóa để đáp ứng Đặc tả kỹ thuật G.23/33 để thay thế Wapiti tại Iraq. Mẫu thử là một chiếc Hart được sửa đổi với bộ tản nhiệt đã thay đổi, két nước và bộ hỗ trợ sinh tồn trong sa mạc. Mẫu thử bay lần đầu ngày 7/9/1934, chiếc máy bay thành phẩm đầu tiên giao cho Phi đoàn 20 vào tháng 1/1935. Hardy đã tham gia Chiến tranh thế giới II, ở châu Phi và Trung Đông; Hardys thực hiện một số chiến dịch tấn công quân Italy đang chiếm đóng Abyssinia cũng như các khu vực khác ở châu Phi. Hardy cũng tham chiến ở Nam Rhodesia.
Hardy I
Máy bay đa dụng 2 chỗ cho RAF, 47 chiếc gồm cả mẫu thử là một chiếc Hart sửa đổi.

### Hind

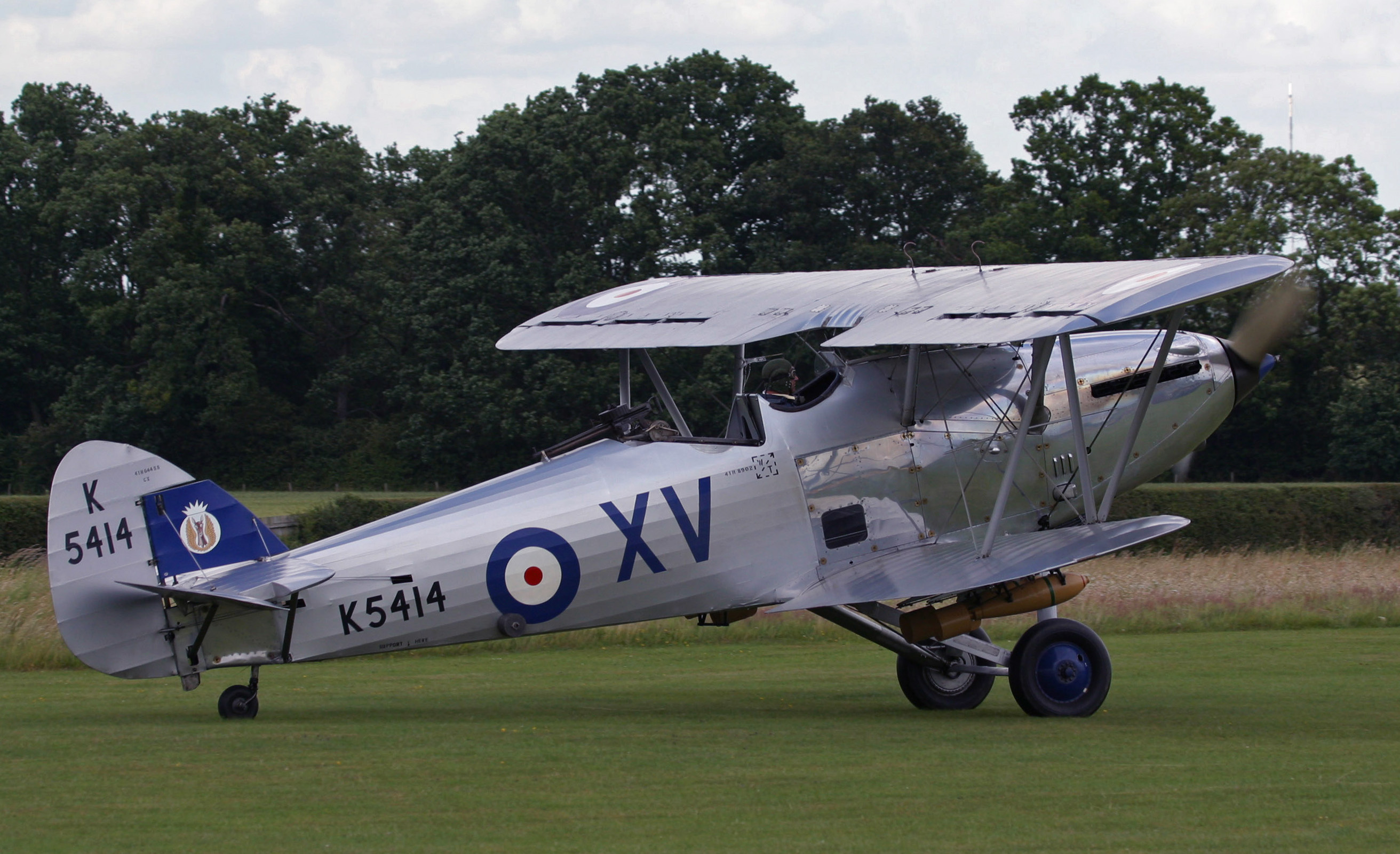
Hawker Hind

Hawker Hind là một mẫu máy bay bắt nguồn từ Hart và dự định sẽ thay thế Hart. Hawker Hector là một biến thể của Hind và được dùng trong vai trò hỗ trợ lục quân. Nó tham chiến hạn chế trong Chiến tranh thế giới II. Hector sau này bán cho Ireland.

### Osprey

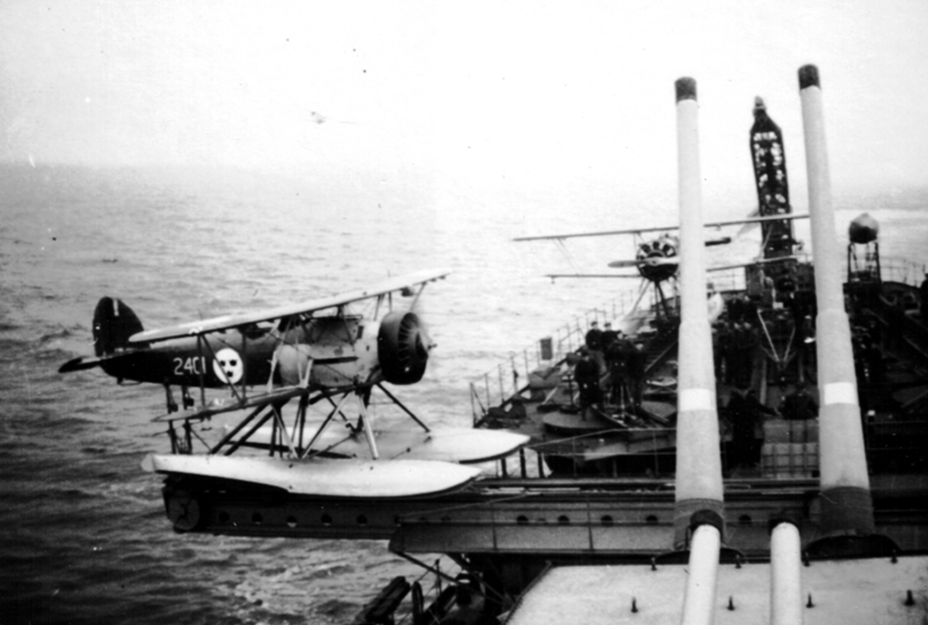
Một chiếc Osprey của Thụy Điển sẵn sàng phóng đi từ tàu tuần dương HMS Gotland

Hawker Osprey là phiên bản hải quân của Hart, nó là máy bay trinh sát và tiêm kích trong biên chế hải quân. Osprey có 1 động cơ Rolls-Royce Kestrel II, vận tốc tối đa 168 mph (270 km/h). Trang bị 1 khẩu Vickers.303 in (7,7 mm) và 1 khẩu Lewis.303 in (7,7 mm). Osprey gia nhập không lực hải quân Anh vào năm 1932, chỉ hơn 100 chiếc được chế tạo. Nó bị thải loại năm 1944, sau khi được dùng làm máy bay huấn luyện phi công trong Thế chiến II. Osprey bán lại cho Không quân Thụy Điển, và được trang bị cho tàu tuần dương HMS Gotland, tàu này mang 6 chiếc Osprey. Osprey cũng được bán cho không quân Bồ Đào Nha và Cộng hòa Tây Ban Nha.

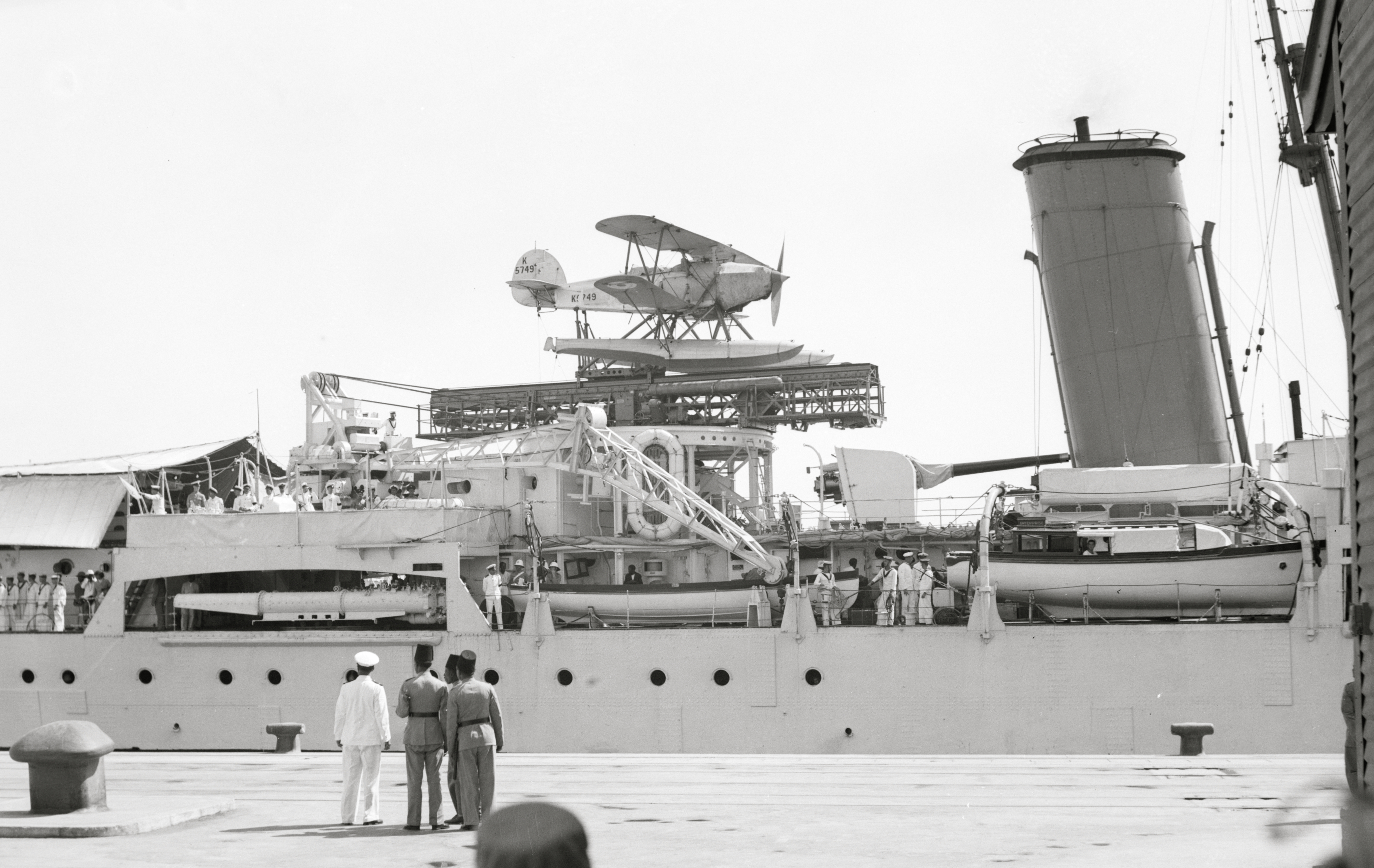
Hawker Osprey IV trên tàu HMS Enterprise năm 1936

Osprey I
Máy bay trinh sát và nhận dạng mục tiêu trên biển hai chỗ, trang bị động cơ 630 hp (470 kW) Rolls-Royce Kestrel IIMS; 37 chiếc.
Osprey II
Máy bay trinh sát và nhận dạng mục tiêu trên biển hai chỗ, trang bị động cơ 630 hp (470 kW) Rolls-Royce Kestrel IIMS, lắp phao nổi mới; 14 chiếc.
Osprey III
Máy bay trinh sát và nhận dạng mục tiêu trên biển hai chỗ, trang bị động cơ 630 hp (470 kW) Rolls-Royce Kestrel IIMS; 26 chiếc.
Osprey IV
Máy bay trinh sát và nhận dạng mục tiêu trên biển hai chỗ, trang bị động cơ 640 hp Rolls-Royce Kestrel V. 26 chiếc 1935.
Portuguese Osprey
2 chiếc tương đương với Osprey III chế tạo cho Bồ Đào Nha và trang bị động cơ Kestrel IIMS. Giao năm 1935.
Spanish Osprey
1 chiếc lắp động cơ Hispano-Suiza 12Xbrs; 1 chiếc chế tạo cho Không quân Cộng hòa Tây Ban Nha.
Swedish Osprey
Phiên bản cho Thụy Điển lawos động 600 mã lực (450 kW) NOHAB Bristol Mercury do Thụy Điển chế tạo. 6 chiếc. Không quân Thụy Điển đặt tên định danh là S 9.

## Quốc gia sử dụng

### Hawker Hart
- Afghanistan
- Canada
- Egypt
- Estonia
- Ấn Độ thuộc Anh
- Persia
- South Africa
- Southern Rhodesia
- Thụy Điển
- Anh Quốc
- Kingdom of Yugoslavia

### Hawker Audax
- Raj thuộc Anh
- Canada
- Egypt
- Iraq
- Persia
- Southern Rhodesia
- Straits Settlements
- Anh Quốc

### Hawker Demon
- Úc
- Anh Quốc

### Hawker Hardy
- Anh Quốc
- Southern Rhodesia
- Bỉ (1 chiếc cũ của RAF, số hiệu K4316)
- Belgian Congo

### Hawker Hartebees
- South Africa

### Hawker Osprey
- Bồ Đào Nha
- Cộng hòa Tây Ban Nha
- Thụy Điển
- Anh Quốc

## Tính năng kỹ chiến thuật (Hart (phiên bản ném bom ngày lắp động cơ Kestrel IB))
The British Bomber since 1914

### Đặc điểm riêng
- Tổ lái: 2
- Chiều dài: 29 ft 4 in (8.94 m)
- Sải cánh: 37 ft 3 in (11.36 m)
- Chiều cao: 10 ft 5 in (3.18 m)
- Diện tích cánh: 349.5 ft² (32.5 m²)
- Trọng lượng rỗng: 2,530 lb (1,150 kg)
- Trọng lượng cất cánh tối đa: 4,596 lb (2,089 kg)
- Động cơ: 1 × Rolls-Royce Kestrel IB, 510 hp (380 kW)

### Hiệu suất bay
- Vận tốc cực đại: 161 kn (185 mph, 298 km/h) trên độ cao 13,000 ft
- Tầm bay: 374 nmi (430 mi, 692 km)
- Trần bay: 22,800 ft (6,950 m)
- Lực nâng của cánh: 13.2 lb/ft² (64.3 kg/m²)
- Lực đẩy/trọng lượng: 0.11 hp/lb (0.182 kW/kg)

### Vũ khí của máy bay Hawker Hart
- Súng: 1 khẩu Vickers.303 in (7.7 mm) phía trước, 1 khẩu Lewis.303 in (7.7 mm) ở phía sau
- Bom: mang tới 500 lb (227 kg) dưới cánh